# Felix Berg
Felix Berg (ur. 19 grudnia 1980 w Berlinie) – niemiecki wspinacz, alpinista i himalaista, zdobywca czterech ośmiotysięczników i siedmiu siedmiotysięczników. Wspina się również na trudnych drogach skalnych i lodowych. Prowadzi wyprawy górskie dla założonej przez siebie firmy SummitClimb.

## Życiorys
Ukończył liceum w Berlinie (Hermann-Ehlers-Gymnasium) oraz matematykę i fizykę na Wolnym Uniwersytecie Berlińskim (Freie Universität Berlin) i na Uniwersytecie Albrechta i Ludwika we Fryburgu (Albert-Ludwigs-Universität Freiburg).
Przygodę ze wspinaniem zaczął w wieku 12 lat w Bawarii. Pomimo dużej odległości dzielącej go od gór, wykorzystywał każdą możliwość by rozwijać swoją pasję poprzez trening na sztucznych ścianach w Berlinie oraz liczne wyjazdy w góry na wakacje.
Po maturze w 2000 udał się na pierwsze wyprawy wysokogórskie do Ameryki Południowej i w Himalaje. W wieku 23 lat poprowadził wyprawę na Mount Everest i jako pierwszy Berlińczyk oraz najmłodszy Niemiec stanął na szczycie (29 maja 2004). Jest autorem licznych nowych dróg wspinaczkowych na Mount Poi oraz Mount Kenia w Afryce gdzie także wspinał się na czas.
W lutym 2012 podczas prac nad filmem z niemieckim wspinaczem Robertem Steinerem na Grandes Jorasses we Francji, Felix Berg został poważnie zraniony w wyniku obrywu skalnego. Po operacjach i okresie rehabilitacji powrócił do wspinaczki sportowej (8a OS) oraz gór wysokich zdobywając ośmiotysięcznik Broad Peak w 2014 (23 lipca).
W 2017 wraz z Rickiem Allenem (Szkocja) oraz Adamem Bieleckim zdobył Tilicho Peak (7134 m n.p.m.) oraz przeprowadził próbę zdobycia Annapurny północno-zachodnią ścianą. Wyprawa została zakończona ze względu na niekorzystne warunki pogodowe.
W 2018 zdobył dwa ośmiotysięczniki: Cho Oyu (13 maja) oraz Gasherbrum II (16 lipca). Wejścia na Gasherbrum II dokonał zachodnią ścianą wraz z Adamem Bieleckim.

## Osiągnięcia wspinaczkowe

### Ośmiotysięczniki
- Mount Everest, 2004
- Broad Peak, 2014
- Cho Oyu, 2018
- Gasherbrum II, 2018

### Inne wyprawy wysokogórskie
- Ama Dablam, 2001 i 2016
- Cholatse, 2009
- Baruntse, 2010 i 2013
- Muztagata, 2015
- Szczyt Korżeniewskiej, 2015
- Szczyt Ismaila Samaniego (d. Pik Komunizma), 2015
- Tilicho Peak, 2017
- Szczyt Lenina (Szczyt Awicenny), 2017
- Chan Tengri, 2017
- wielokrotne wejścia na Cotopaxi, Chimborazo i Illiniza
- wielokrotne wejścia na Kilimandżaro i Mount Kenia

### Wspinaczka skalna
- Nowa droga na Mount Poi, Eastern Groove (7c, 700 m), Kenia, 2003
- Około 10 nowych dróg na Mount Kenia (od 6a do 7b, A1, max 300 m), Kenia, 2002-2014
- Wspinaczka sportowa na drogach wielowyciagowych OS do 7c w Alpach
- Wspinaczka sportowa OS do 8a i RP do 8b

### Wspinaczka na czas solo
- Mount Kenia, wejście na szczyt Nelion w czasie 56min i Batian w czasie 1 godz 12 min, Kenia, 2009
- Les Courtes, ściana północna, Droga Szwajcarów (TD-, do 75°, 800m) w czasie 1 godz 52 min do szczytu, Francja, 2011
- Les Droites, ściana północna, droga Le Ginat, (ED, do 85°, 1000m) w czasie 2 godz 55 min, Francja, 2011